# Queen of the South
Queen of the South (Brasil: A Rainha do Sul / Portugal: Rainha do Sul) é uma série de televisão norte-americana estrelada por Alice Braga para o canal USA Network. A série é baseada no romance La Reina Del Sur, de Arturo Pérez-Reverte, que inspirou uma telenovela com o mesmo nome transmitida pela rede hispânica Telemundo em 2011. Está sendo exibida no Brasil pelo Space desde o dia 07 de Julho de 2016. Em Portugal, no FOX Life.

## Enredo
Teresa Mendoza (Alice Braga) é uma jovem mexicana inteligente e muito observadora, que aprendeu a vencer na vida sozinha desde pequena. Após a morte do namorado traficante El Güero (Jon-Michael Ecker), ela se refugia nos Estados Unidos, onde fará novas alianças para caçar o líder do cartel local, derrubá-lo e se tornar a nova chefe do tráfico de drogas.

## Produção
A série é uma produção do canal USA com roteiro escrito por M.A. Fortin e Joshua John Miller e como produtor executivo ao lado de David Friendly e Pancho Mansfield. Devido ao sucesso da primeira temporada, o canal USA encomendou a produção de uma nova temporada.

## Elenco
- Alice Braga ... Teresa Mendoza
- Veronica Falcon ... Camila Vargas

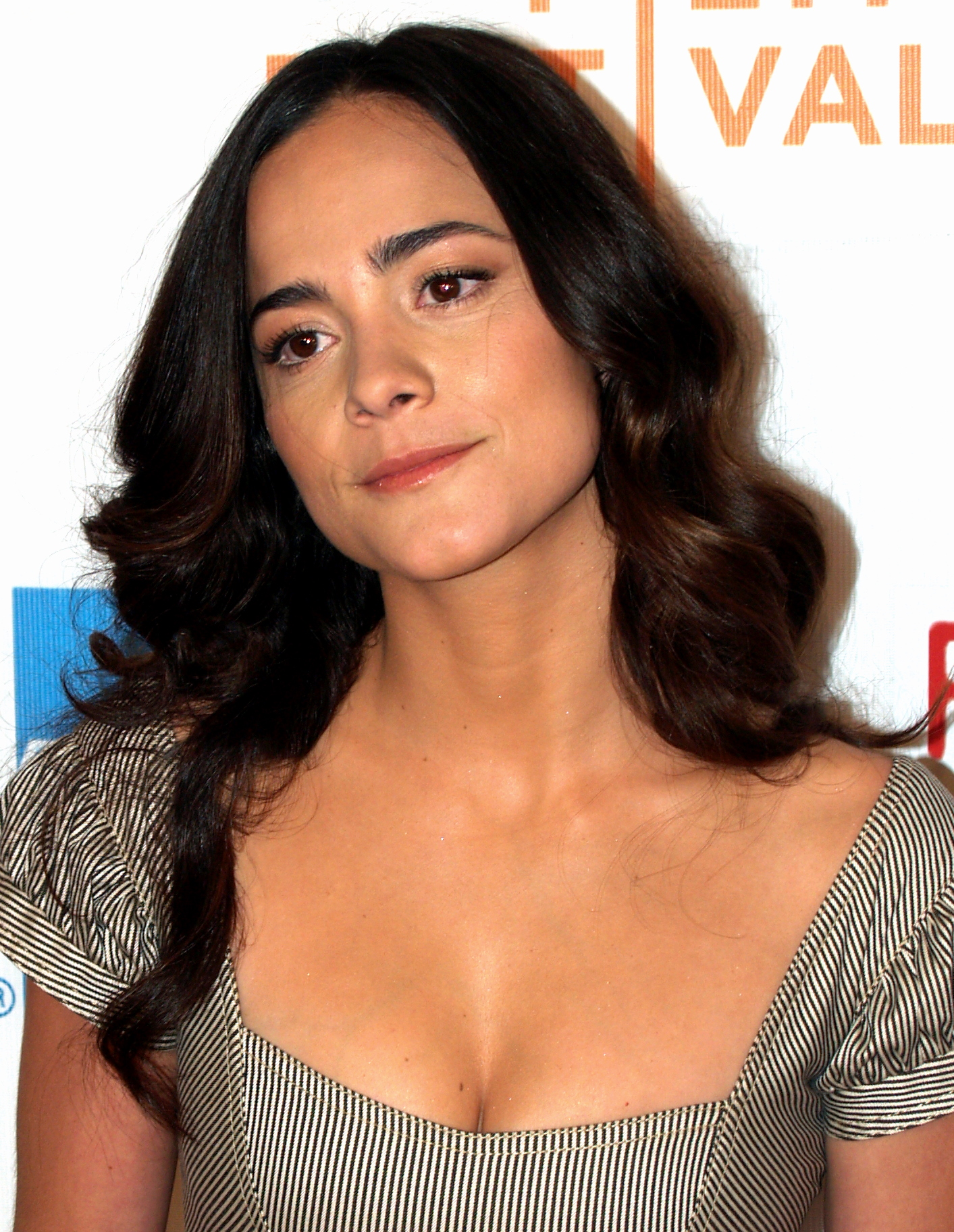
Alice Braga protagonista da série.

- Joaquim de Almeida ... Epifânio Vargas
- Peter Gadiot ... James Valdez
- Alfonso Herrera ... Javier Gallegos
- Justina Machado ... Brenda
- Jon-Michael Ecker ... El Güero
- Hemky Madera ... Pote Galvez
- Adolfo Alvarez ... Chad
- James Martinez ... Gato Fierros
- Mark Consuelos ... Teo Aljarafe
- Adriana Barraza ...
- Rafael Amaya ... Aurelio Casillas
- Carlos Gomez ... Javier Acosta